# Diethylaluminiumcyanid
Diethylaluminiumcyanid ist eine aluminiumorganische Verbindung, die eine Cyanogruppe aufweist. Es wird auch als Nagata-Reagenz bezeichnet und wird in Hydrocyanierungen, unter anderem in der Nagata-Reaktion, eingesetzt.

## Herstellung
Diethylaluminiumcyanid kann durch längere Erhitzung von Diethylaluminiumchlorid mit Natriumcyanid in Benzol unter Stickstoffatmosphäre hergestellt werden.

## Eigenschaften
Im Gegensatz zu vielen anderen Alkylaluminiumverbindungen ist Diethylaluminiumcyanid nicht pyrophor. Es ist löslich in Benzol, Toluol und Diisopropylether.

## Reaktionen
Diethylaluminiumcyanid wird insbesondere zur Hydrocyanierung von Enonen eingesetzt, wobei eine 1,4-Addition stattfindet. Die Reaktion erfolgt durch einfaches Vermischen. Das Enon wird in einem aprotischen Lösungsmittel vorgelegt und das Diethylaluminiumcyanid in Lösung zugegeben. Anschließend wird das Reaktionsgemisch bei Raumtemperatur oder unter weiterer Kühlung stehen gelassen. Als Lösungsmittel eignen sich beispielsweise Benzol, Toluol, Dichlormethan, Diethylether, Diisopropylether, Dioxan oder Tetrahydrofuran (THF). Die Reaktion verläuft schneller, je weniger basisch das Lösungsmittel ist. So ist die Reaktionsgeschwindigkeit in Benzol deutlich größer als in THF. Nach dem Autor dieser ursprünglichen Publikation, Wataru Nagata, wird Diethylaluminiumcyanid auch als Nagata-Reagenz und die Umsetzung als Nagata-Reaktion bezeichnet.
Diethylaluminiumcyanid eignet sich daneben auch zur Umsetzung von Aldehyden und Ketonen zu Cyanhydrinen und wird vor allem eingesetzt, wenn das Edukt wenig reaktiv ist.